# Retrato de Esmeralda Brandini
El Retrato de Esmeralda Brandini (en italiano, Ritratto di Esmeralda Brandini) es una obra del pintor renacentista italiano Sandro Botticelli. Está ejecutada al temple sobre madera. Mide 67,5 centímetros de alto y 41 cm de ancho. Está datada en torno al año 1475. Actualmente, se conserva en el Museo Victoria y Alberto de Londres. 
La crítica en general admite que es obra de Botticelli, debido sobre todo a semejanzas estilísticas con la Virgen de la Eucaristía y el Retablo de San Ambrosio. No obstante, no hay unanimidad en la crítica sobre la autoría.
Representa a Esmeralda Donati, abuela del escultor Baccio Bandinelli y esposa de Viviano Brandini. Está identificada a través de la inscripción en el antepecho. No obstante, como Baccio Bandinelli no adoptó este nombre hasta 1530, se considera que la inscripción es apócrifa.
Dante Gabriel Rossetti, fundador de la Hermandad prerrafaelita, fue uno de los propietarios de esta pintura, a la cual dio algunos retoques.
El tratamiento fisonómico es depurado de toda menuda observación descriptiva y suspendido en un aura de melancólica reflexión (Chiara Basta). Se enmarca en un interior arquitectónico. 